# Urotrichini
Urotrichini — триба ссавців з родини кротових. Існує всього два сучасні види у двох родах — ендеміки Японії. 